# NGC 6119
NGC 6119 é uma galáxia espiral (Sc) localizada na direcção da constelação de Corona Borealis. Possui uma declinação de +37° 48' 24" e uma ascensão recta de 16 horas, 19 minutos e 42,0 segundos.
A galáxia NGC 6119 foi descoberta em 27 de Abril de 1827 por John Herschel.